# Benoît Poulain
Benoît Poulain (Montpellier, 27 mei 1987) is een Frans voetballer die anno 2022 als centrale verdediger uitkomt voor het Belgische KAS Eupen.

## Clubcarrière
Benoît Poulain speelde acht seizoenen voor Nîmes Olympique, vooraleer hij in 2014 een tweejarig contract tekende bij KV Kortrijk. Hij debuteerde in de Jupiler Pro League op 27 september 2014 in de thuiswedstrijd tegen Royal Mouscron-Péruwelz. Poulain speelde de volledige wedstrijd, die met 3-0 gewonnen werd. Bij Kortrijk vormde hij een sterk centraal duo met zijn landgenoot Maxime Chanot. Mede dankzij de defensieve inspanningen van Poulain bereikte Kortrijk in het seizoen 2014/15 een tweede maal Play-Off I. In januari 2016 tekende hij bij Club Brugge, dat in defensieve nood verkeerde wegens het blessureleed van sleutelspeler Björn Engels. Club Brugge stak landskampioen AA Gent hiermee tevens de loef af. Gent aasde namelijk ook op Poulain.
Benoît Poulain staat vooral bekend om zijn doorgaans solide manier van verdedigen, positiespel en in het bijzonder tacklevaardigheid. Poulain groeide daardoor mettertijd, zij het na enige tactische experimentatie van trainers Michel Preud'homme en vooral Ivan Leko, uit tot een defensieve sterkhouder bij Club Brugge. Onder Leko vormde hij een driemansdefensie met Brandon Mechele en Stefano Denswil. Zijn doorlezen speelstijl leverde hem de bijnaam Le professeur op. Met blauw-zwart werd Poulain twee keer Belgisch landskampioen (waarvan de eerste titel de eerste was voor Brugge in elf jaar tijd) en won hij twee keer de Supercup. Poulain miste door blessureleed aan voornamelijk de schouders ook een aantal wedstrijden. Uiteindelijk speelde hij 87 officiële wedstrijden in drieënhalf jaar. 
In de groepsfase van de UEFA Champions League 2018/19 speelde Poulain alle wedstrijden. Finaal wist Poulain zich na het behalen van een derde plaats met Brugge te kwalificeren voor de knock-outfase van de UEFA Europa League 2018/19. Ondanks zijn sterk seizoen 2018/19 werd zijn aflopend contract niet verlengd in het Jan Breydelstadion, waarop Poulain in juli 2019 transfervrij naar de Turkse eersteklasser Kayserispor trok. Een jaar later keerde Poulain alweer terug naar België en tekende een contract bij eersteklasser KAS Eupen.

## Statistieken
| Seizoen | Club            | Land               | Competitie         | Competitie | Competitie | Beker | Beker | Internationaal | Internationaal | Totaal | Totaal |
| Seizoen | Club            | Land               | Competitie         | Wed.       | Dlp.       | Wed.  | Dlp.  | Wed.           | Dlp.           | Wed.   | Dlp.   |
| ------- | --------------- | ------------------ | ------------------ | ---------- | ---------- | ----- | ----- | -------------- | -------------- | ------ | ------ |
| 2008/09 | Nîmes Olympique | Vlag van Frankrijk | Ligue 2            | 20         | 0          | 0     | 0     | 0              | 0              | 20     | 0      |
| 2009/10 | Nîmes Olympique | Vlag van Frankrijk | Ligue 2            | 32         | 0          | 2     | 0     | 0              | 0              | 34     | 0      |
| 2010/11 | Nîmes Olympique | Vlag van Frankrijk | Ligue 2            | 29         | 1          | 4     | 0     | 0              | 0              | 33     | 1      |
| 2011/12 | Nîmes Olympique | Vlag van Frankrijk | Ligue 2            | 0          | 0          | 1     | 0     | 0              | 0              | 1      | 0      |
| 2012/13 | Nîmes Olympique | Vlag van Frankrijk | Ligue 2            | 35         | 0          | 2     | 0     | 0              | 0              | 37     | 0      |
| 2013/14 | Nîmes Olympique | Vlag van Frankrijk | Ligue 2            | 29         | 1          | 0     | 0     | 0              | 0              | 29     | 1      |
| 2014/15 | KV Kortrijk     | Vlag van België    | Jupiler Pro League | 26         | 2          | 2     | 0     | 0              | 0              | 28     | 2      |
| 2015/16 | KV Kortrijk     | Vlag van België    | Jupiler Pro League | 19         | 0          | 3     | 1     | 0              | 0              | 22     | 1      |
| 2015/16 | Club Brugge     | Vlag van België    | Jupiler Pro League | 7          | 0          | 1     | 0     | 0              | 0              | 8      | 0      |
| 2016/17 | Club Brugge     | Vlag van België    | Jupiler Pro League | 20         | 0          | 2     | 0     | 5              | 0              | 27     | 0      |
| 2017/18 | Club Brugge     | Vlag van België    | Jupiler Pro League | 18         | 1          | 2     | 0     | 0              | 0              | 20     | 1      |
| 2018/19 | Club Brugge     | Vlag van België    | Jupiler Pro League | 24         | 1          | 0     | 0     | 8              | 0              | 32     | 1      |
| 2019/20 | Kayserispor     | Vlag van Turkije   | Süper Lig          | 14         | 1          | 0     | 0     | 0              | 0              | 14     | 1      |
| 2020/21 | KAS Eupen       | Vlag van België    | Jupiler Pro League | 10         | 0          | 0     | 0     | 0              | 0              | 10     | 0      |
| TOTAAL  | TOTAAL          | TOTAAL             | TOTAAL             | 270        | 7          | 19    | 1     | 13             | 0              | 302    | 8      |

Laatste aanpassing op 2 januari 2020

## Erelijst
| Kampioen België    | 2x | 2015/16, 2017/18 |
| Belgische Supercup | 2x | 2016, 2018       |